# اوسیپ براز
اوسیپ براز (روسی: Осип Эммануилович Браз؛ ۱۶ ژانویهٔ ۱۸۷۳ – ۶ نوامبر ۱۹۳۶) نقاش اهل امپراتوری روسیه بود.